# Oegstgeest
Oegstgeest (wymowa: uxstˈxeːst) – jest miastem i gminą w prowincji Holandia Południowa w zachodniej Holandii. Nazwa wywodzi się od słowa oegst co do której krążą różne legendy, oraz od słowa geest, czyli specyficznych dla niektórych regionów równin, które w XVII wieku miały poszerzyć terytorium pobliskiej Lejdy.